# Baron Mordaunt
Baron Mordaunt war ein erblicher britischer Adelstitel, der zweimal in der Peerage of England verliehen wurde.

## Verleihungen
Er wurde erstmals am 4. Mai 1529 für Sir John Mordaunt geschaffen, indem dieser durch Writ of Summons ins House of Lords berufen wurde. Als Barony by writ ist dieser Titel in Ermangelung männlicher Nachkommen auch in weiblicher Linie erblich. Der 5. Baron wurde 1628 auch zum Earl of Peterborough erhoben. Während dessen älterer Sohn Henry Mordaunt 1644 die beiden Titel als 2. Earl of Peterborough erbte, wurde der jüngere Sohn John Mordaunt am 10. Juli 1659 durch Letters Patent zum Viscount Mordaunt, of Avalon in the County of Somerset, sowie in zweiter, paralleler Verleihung zum Baron Mordaunt, of Ryegate in the County of Surrey, erhoben.
Beim Tod des 2. Earl of Petersborough, 1697, fiel dessen Baronie Mordaunt erster Verleihung an seine Tochter Mary, Gattin des Henry Howard, 7. Duke of Norfolk, als 7. Baroness. Der Earlstitel fiel hingegen an dessen Neffen, den Sohn des 1. Viscount Mordaunt, Charles Mordaunt, der inzwischen seinen Vater beerbt hatte und 1689 zum Earl of Monmouth erhoben worden war. Beim kinderlosen Tod Marys erbte er 1705 auch deren Baronie als 8. Baron und vereinigte damit die beiden Baronien Mordaunt.
Beim kinderlosen Tod seines Urenkels, des 5. Earl of Peterborough, am 16. Juni 1814 erloschen mangels männlicher Erben alle seine Titel, mit Ausnahme der Baronie Mordaunt erster Verleihung, die an dessen Halbschwester, Lady Mary Mordaunt, als 11. Baroness fiel. Als diese im Juni 1819 kinderlos starb, fiel die Baronie an Alexander Gordon, 4. Duke of Gordon, der mütterlicherseits ein Urenkel des 1. Earl of Peterborough war. Dieser hatte bereits das Dukedom of Gordon nebst nachgeordneter Titel inne. Beim kinderlosen Tod von dessen Sohn, dem 2. Duke, am 28. Mai 1836 erloschen die meisten seiner Titel und die Baronie Mordaunt (erster Verleihung) fiel in Abeyance zwischen dessen fünf Schwestern. Die Abeyance dauert bis heute an.

## Liste der Barons Mordaunt

### Barons Mordaunt, erste Verleihung (1529)
- John Mordaunt, 1. Baron Mordaunt († 1562)
- John Mordaunt, 2. Baron Mordaunt (1508–1571)
- Lewis Mordaunt, 3. Baron Mordaunt (1538–1601)
- Henry Mordaunt, 4. Baron Mordaunt (um 1567–1609)
- John Mordaunt, 1. Earl of Peterborough, 5. Baron Mordaunt (1599–1644)
- Henry Mordaunt, 2. Earl of Peterborough, 6. Baron Mordaunt (1621–1697)
- Mary Howard, Duchess of Norfolk, 7. Baroness Mordaunt (um 1659–1705)
- Charles Mordaunt, 3. Earl of Peterborough, 1. Earl of Monmouth, 8. Baron Mordaunt, 2. Baron Mordaunt (1658–1735)
- Charles Mordaunt, 4. Earl of Peterborough, 2. Earl of Monmouth, 9. Baron Mordaunt, 3. Baron Mordaunt (1708–1779)
- Charles Mordaunt, 5. Earl of Peterborough, 3. Earl of Monmouth, 10. Baron Mordaunt, 4. Baron Mordaunt (1758–1814)
- Mary Mordaunt, 11. Baroness Mordaunt (1738–1819)
- Alexander Gordon, 4. Duke of Gordon, 12. Baron Mordaunt (1743–1827)
- George Gordon, 5. Duke of Gordon, 13. Baron Mordaunt (1770–1836) (Titel abeyant 1836)

### Barons Mordaunt, zweite Verleihung (1689)
- John Mordaunt, 1. Viscount Mordaunt, 1. Baron Mordaunt (1626–1675)
- Charles Mordaunt, 3. Earl of Peterborough, 1. Earl of Monmouth, 8. Baron Mordaunt, 2. Baron Mordaunt (1658–1735)
- Charles Mordaunt, 4. Earl of Peterborough, 2. Earl of Monmouth, 9. Baron Mordaunt, 3. Baron Mordaunt (1708–1779)
- Charles Mordaunt, 5. Earl of Peterborough, 3. Earl of Monmouth, 10. Baron Mordaunt, 4. Baron Mordaunt (1758–1814)